# 24 Oras
24 Oras – główny program informacyjny filipińskiej GMA Network. Program miał swoją premierę 15 marca 2004 roku. Jest emitowany od poniedziałku do piątku o 18:30 oraz w soboty i soboty o 17:30.

## Prowadzący

### Aktualny
W dni powszednie
- Mel Tiangco (od 2004)
- Mike Enriquez (od 2004)
- Vicky Morales (od 2014)

W weekendy
- Pia Arcangel (od 2010)
- Ivan Mayrina (od 2018)

### Dawny
- Jiggy Manicad (2010–2018)